# جیک برلی
جیک بُرلی (انگلیسی: Jake Borelli؛ زادهٔ ۱۳ مهٔ ۱۹۹۱) هنرپیشه اهل ایالات متحده آمریکا است. وی از سال ۲۰۰۷ میلادی تاکنون فعالیت دارد. او برای بازی در نقش دکتر لیوای اشمیت در مجموعهٔ تلویزیونی آناتومی گری شناخته می‌شود. او از سال ۲۰۱۷ در این نقش بازی می‌کند.